# KONARE
KONARE (alb. Komiteti Nacional Revolucionar) – organizacja komunistyczna skupiająca albańskich emigrantów politycznych, założona w 1925 w Wiedniu.

## Historia
Po upadku rządu Fana Noliego w grudniu 1924 i przejęciu władzy przez Ahmeda Zogu w Albanii, większość zwolenników Noliego udała się na emigrację, głównie do Włoch i Austrii. W marcu 1925 w Wiedniu najbliżsi współpracownicy Noliego powołali do życia organizację KONARE (akronim od słów Komitet Narodowo-Rewolucyjny) o orientacji skrajnie lewicowej. Wśród założycieli KONARE byli Qazim Koculi, Mustafa Kruja, Riza Dani i Xhevat Korça, a także grupa młodzieży związana poprzednio z organizacją Bashkimi (Halim Xhelo, Sejfulla Malëshova, Llazar Fundo, Qamil Çela, Demir Godelli, Selim Shpuza, Haki Stërmilli). Organem prasowym KONARE było wydawane w Genewie czasopismo Liria Kombëtare (Wolność Narodowa), którym kierowali Lano Borshi i Halim Xhelo, a następnie Omer Nishani. W programie organizacji przyjętym 5 maja 1925 zadeklarowano dążenie do ocalenia Albanii przed tyranią Ahmeda Zogu, ustanowienie w Albanii prawdziwej republiki, a także przeprowadzenie reformy rolnej.
Od kwietnia 1927 organizacja występowała pod nazwą Komiteti i Çlirimit Kombëtar (Komitet Wyzwolenia Narodowego). KONARE otrzymywała finansowe wsparcie z Moskwy, a w kontaktach organizacji z Kominternem pośredniczył Kostandin Boshnjaku, jeden z pierwszych komunistów albańskich. Organizacja przygotowywała się do działań irredentystycznych na obszarach zamieszkanych przez ludność albańską - w Albanii i w Kosowie, ale nie miała tam większego poparcia. W 1928 grupa 14 młodych działaczy KONARE wyjechała na studia do Moskwy i Leningradu. Większość z nich w czasie II wojny światowej działała w Komunistycznej Partii Albanii. W latach 1931 kilku działaczy KONARE (Ali Kelmendi, Omer Nishani, Riza Cerova) przyjechało do Albanii próbując tam bez powodzenia tworzyć partię komunistyczną. Część działaczy starszego pokolenia, którzy nie identyfikowali się z komunizmem (Lano Borshi, Aziz Çami) z czasem odeszła z KONARE.
Po wyjeździe Fana Noliego do USA, w połowie lat 30. KONARE praktycznie zawiesiła swoją działalność.